# Typ dziki
Typ dziki (ang. wild type, WT), typ standardowy – typowa, reprezentatywna, zdrowa forma organizmu, szczepu, genu, genotypu lub fenotypu, taka jaka po raz pierwszy została zaobserwowana w naturze lub ściśle zdefiniowana forma używana w nauce jako standard i odniesienie. Jego przeciwieństwem jest mutant.
Typ dziki jest standardem i punktem odniesienia dla genotypów i fenotypów, nie jest on definiowany jako dominujący czy recesywny.